# Sadie Soverall
Sadie Soverall, née le 17 janvier 2002 à Wandworth (Grand Londres), est une actrice britannique. Elle est notamment connue pour le rôle de Beatrix dans la série télévisée Destin : La Saga Winx.

## Carrière
De 2021 à 2022, elle incarne Beatrix dans la série télévisée Destin : La Saga Winx, adaptation libre et en prise de vues réelles de la série télévisée d'animation italienne Winx Club.
En 2023, elle apparaît dans un rôle mineur du drame psychologique Saltburn d'Emerald Fennell.
En 2024, elle est annoncée au casting de la série dramatique The Gathering (en), dont la diffusion est prévue sur la chaîne britannique Channel 4.

## Filmographie

### Cinéma
- 2019 : Faces cachées de Joe Lawlor et Christine Molloy : Eva
- 2023 : Little Bone Lodge (en) de Matthias Hoene : Maisy
- 2023 : Saltburn de Emerald Fennell : Annabel
- 2024 : Arcadian de Ben Brewer : Charlotte

### Télévision
- 2021–2022 : Destin : La Saga Winx : Beatrix (13 épisodes)
- À venir : The Gathering (en) : Jessica